# Madeleine Egle
Madeleine Egle, född 21 augusti 1998, är en österrikisk rodelåkare. Hennes syster Selina Egle är också en rodelåkare.

## Karriär
Egle tävlade för Österrike vid olympiska vinterspelen 2018 i Pyeongchang, där hon slutade på nionde plats i damernas singel. Egle var även en del av Österrikes lag tillsammans med David Gleirscher, Peter Penz och Georg Fischler som tog brons i lagstafetten.
Vid olympiska vinterspelen 2022 i Peking slutade Egle på fjärde plats i damernas singel. Hon var även en del av Österrikes lag tillsammans med Wolfgang Kindl, Thomas Steu och Lorenz Koller som tog silver i lagstafetten.